# Jeong Hae-rim
Jeong Hae-rim (Suwon, 16 dicembre 1995) è una snowboarder sudcoreana, specializzata in slalom gigante parallelo e slalom parallelo.

## Biografia
Originaria di Suwon e attiva in gare FIS dall'agosto 2010, Jeong Hae-rim ha debuttato in Coppa del Mondo il 9 dicembre 2011, giungendo 22ª nello slalom parallelo di Yongpyong.
In carriera ha preso parte a due edizioni dei Giochi olimpici invernali e a dieci gare ai Campionati mondiali di snowboard.

## Palmarès

### Mondiali juniores
- 1 medaglia:
  - 1 argento (slalom parallelo a Yabuli 2015)

### Universiadi invernali
- 2 medaglie:
  - 1 oro (slalom gigante parallelo a Krasnojarsk 2019)
  - 1 bronzo (slalom parallelo a Krasnojarsk 2019)

### Coppa del Mondo
- Miglior piazzamento in Coppa del Mondo di parallelo: 23ª nel 2019
- Miglior piazzamento nella Coppa del Mondo di slalom gigante parallelo: 22ª nel 2019
- Miglior piazzamento nella Coppa del Mondo di slalom parallelo: 23ª nel 2019